# Liste der Baudenkmäler in Marienheide
Die Liste der Baudenkmäler in Marienheide enthält die denkmalgeschützten Bauwerke auf dem Gebiet der Gemeinde Marienheide im Oberbergischen Kreis in Nordrhein-Westfalen (Stand: Juli 2018). Diese Baudenkmäler sind in der Denkmalliste der Gemeinde Marienheide eingetragen; Grundlage für die Aufnahme ist das Denkmalschutzgesetz Nordrhein-Westfalen (DSchG NRW).

| Bild                                                                       | Bezeichnung                                                                | Lage                                                                                                 | Beschreibung | Bauzeit                                          | Eingetragen seit                     | Denkmal- nummer |
| -------------------------------------------------------------------------- | -------------------------------------------------------------------------- | --- | --- | ------------------------------------------------ | ------------------------------------ | --------------- |
| weitere Bilder                                                             | Bauernhaus-Museum „Haus Schenk“ bzw. „Haus Dahl“                           | Dahl 3 Karte                                                                                         | Haus Dahl ist vermutlich das älteste Bauernhaus im Oberbergischen Kreis. Es gehört zu den wenigen erhaltenen Hallenhäusern des oberbergischen Fachwerkbaus. Ein Hallenhaus fasst Wohnraum, Stallungen und Lagerräume unter einem Dach zusammen. Haus Dahl kann als Museums-Bauernhof besichtigt werden; zugeh. sep. Backhaus, Bauerngarten und gr. Hausbaum; | 1585                                             | 20.06.1985                           | 16              |
| weitere Bilder                                                             | Haus                                                                       | Dahl 20 Karte                                                                                        | 2-geschossiges Haus im EG verputztes Mauerwerk; im OG Sichtfachwerk; gr. Hausbaum; | Türstock Inschrift 1680                          | 20.06.1985                           | 17              |
| weitere Bilder                                                             | Wegekreuz                                                                  | Dürhölzen Kreuzgartenweg                                                                             | hölzernes Wegekreuz mit einer Darstellung des gekreuzigten Christus | 1804 inschriftlich datiert                       | 28.05.1985                           | 18              |
| Kreuzwegstation                                                            | Kreuzwegstation                                                            | Dürhölzen Eschenweg                                                                                  | Kreuzwegestation aus Lindlarer Sandstein mit Darstellung der Geißelung. | 1804 datiert                                     | 26.08.1992                           | 19              |
| Wohnhaus                                                                   | Wohnhaus                                                                   | Eiringhausen Mühlenweg 51 Karte                                                                      | am Hang gelegenes Bruchsteingebäude | 18. Jh.                                          | 20.06.1985                           | 21              |
| BW                                                                         | Forsthaus Gervershagen                                                     | Gervershagen Karte                                                                                   | |                                                  | 20.06.1985                           | 22              |
| weitere Bilder                                                             | Kreuzwegstation Erlinghagener Straße                                       | Gimborn Erlinghagener Straße                                                                         | |                                                  | 20.06.1985                           | 27              |
|                                                                            | Kreuzwegstation Grunewalder Straße                                         | Gimborn Grunewalder Straße                                                                           | |                                                  | 20.06.1985                           | 28              |
| Kreuzwegstation Naturparkstraße                                            | Kreuzwegstation Naturparkstraße                                            | Gimborn. Naturparkstraße                                                                             | |                                                  | 20.06.1985                           | 29              |
| weitere Bilder                                                             | Kath. Kirche St. Johannes Baptist Gimborn                                  | Gimborn Pastoratstraße Karte                                                                         | dreischiffige Hallenkirche aus Grauwacke im neugotischen Stil mit vorgelagertem Westturm, dreiseitigem Chor und Sakristeianbauten; | 1867                                             | 20.06.1985                           | 23              |
| weitere Bilder                                                             | Armen-Seelen-Kapelle (Gimborn)                                             | Gimborn Pastoratstraße Karte                                                                         | |                                                  | 20.06.1985                           | 24              |
| weitere Bilder                                                             | 4 Grabplatten Pastoratstraße                                               | Gimborn Pastoratstraße                                                                               | |                                                  | 20.06.1985                           | 26              |
| Kreuzwegstation Pastoratstraße                                             | Kreuzwegstation Pastoratstraße                                             | Gimborn Pastoratstraße                                                                               | |                                                  | 20.06.1985                           | 30              |
| weitere Bilder                                                             | ehem. Schule Gimborn                                                       | Gimborn Pastoratstraße Karte                                                                         | 2-klassige Schule in unverputztem Grauwacke-Bruchstein; T-förm. Grundriss | ca. 1870                                         | 12.07.1985                           | 34              |
| weitere Bilder                                                             | Pfarrhaus u. Küsterhaus                                                    | Gimborn Pastoratstraße 5 und 7 Karte                                                                 | | 1851 (Pfarrhaus); 1896 (Küsterhaus)              | 20.06.1985                           | 33              |
| weitere Bilder                                                             | Schloss Gimborn                                                            | Gimborn Schloss Gimborn Karte                                                                        | | Ersterwähn. 1180; heutiger Zustand seit 1602     | 28.11.1984                           | 2               |
| weitere Bilder                                                             | Mühle in Gimborn                                                           | Gimborn Schloßstraße 4 Karte                                                                         | | schon 1832 urkundl. erwähnt                      | 28.11.1984                           | 1               |
| Kreuzwegstation Schloßstraße                                               | Kreuzwegstation Schloßstraße                                               | Gimborn Schloßstraße                                                                                 | |                                                  | 20.06.1985                           | 31              |
| Schloßhotel Gimborn                                                        | Schloßhotel Gimborn                                                        | Gimborn Schloßstraße 15 Karte                                                                        | |                                                  | 20.06.1985                           | 35              |
| weitere Bilder                                                             | ehem. Wirtschaftsgebäude                                                   | Gimborn Schloßstraße 17 Karte                                                                        | ehem. Wirtschaftsgebäude aus Bruchstein |                                                  | 20.06.1985                           | 36              |
| weitere Bilder                                                             | Pachthof Gimborn mit Nebengebäuden                                         | Gimborn Schloßstraße 19 Karte                                                                        | 2-geschoss. Fachwerkgebäude mit Krüppelwalmdach; ein Wirtschaftsgebäude aus Bruchstein, sonst alle in Fachwerk; diente der Versorgung des Schlosses; | schon 1832 erwähnt                               | 20.06.1985                           | 37              |
| Wohnhaus                                                                   | Wohnhaus                                                                   | Gogarten Wipperfürther Straße 41 Karte                                                               | 2-geschossiges Bruchsteinhaus | 19. Jh.                                          | 20.06.1985                           | 38              |
| weitere Bilder                                                             | Wohnhaus                                                                   | Gogarten Wipperfürther Straße 54 Karte                                                               | 2-geschossiges, 5achsiges Haus | 19. Jh.                                          | 20.06.1985                           | 39              |
| weitere Bilder                                                             | Fußfall                                                                    | Grunewald Grunewalder Straße                                                                         | Das Relief aus Lindlarer Sandstein stellt die schmerzhafte Mutter Gottes dar. | 1758 inschriftlich datiert                       | 20.06.1985                           | 40              |
| weitere Bilder                                                             | 2-geschossiges Gebäude                                                     | Himmerkusen Leppestraße 120 Karte                                                                    | | 18/19. Jh.                                       | 20.06.1985                           | 41              |
| BW                                                                         | Wohnhaus mit Schmiede                                                      | Hütte Dürhölzener Straße 1 Karte                                                                     | |                                                  | 28.11.1984                           | 3               |
| weitere Bilder                                                             | Landwirtschaftliches Anwesen                                               | Hütte Leppestraße 157 Karte                                                                          | Teillöschung zugehöriger Backsteinstallanbau auf Bruchsteinsockel am 21.11.2006 | 19. J.                                           | 20.06.1985                           | 42              |
| Hälfte (links im Bild) eines 2-geschossigen Doppel-Wohnhauses (Haus 1 -3)  | Hälfte (links im Bild) eines 2-geschossigen Doppel-Wohnhauses (Haus 1 -3)  | Jedinghagen Zum Acker 1 Karte                                                                        | | 18. Jh. oder älter                               | 20.06.1985                           | 43              |
| Hälfte (rechts im Bild) eines 2-geschossigen Doppel-Wohnhauses (Haus 1 -3) | Hälfte (rechts im Bild) eines 2-geschossigen Doppel-Wohnhauses (Haus 1 -3) | Jedinghagen Zum Acker 3 Karte                                                                        | | 18. Jh. oder älter                               | 20.06.1985                           | 44              |
| BW                                                                         | Fachwerk-Wirtschaftsgebäude                                                | Kalsbach Bleibergstraße 2 Karte                                                                      | |                                                  | 20.06.1985                           | 50              |
| BW                                                                         | am Hang gelegenes Haus                                                     | Kalsbach Eickenstraße 1 Karte                                                                        | | 18./19. J.                                       | 20.06.1985                           | 45              |
| BW                                                                         | Fachwerk-Scheune                                                           | Kalsbach Eickenstraße 1 a Karte                                                                      | | 19. J.                                           | 20.06.1985                           | 46              |
| BW                                                                         | Tantenhaus                                                                 | Kalsbach Zum Paffenhof 9 Karte                                                                       | |                                                  | 20.06.1985                           | 47              |
| BW                                                                         | Paffenhof                                                                  | Kalsbach Zum Paffenhof 11 Karte                                                                      | |                                                  | 20.06.1985                           | 48              |
| BW                                                                         | Haus                                                                       | Kalsbach Zum Paffenhof 12 Karte                                                                      | am Hang gelegenes Bruchsteinhaus |                                                  | 20.06.1985                           | 49              |
| weitere Bilder                                                             | Hälfte eines Doppelhauses                                                  | Kattwinkel 5 Karte                                                                                   | 2-geschoss. Wohnhaus aus verputztem Bruchstein (ehem. Doppelhaus 5-7; Nr. 7 Ruine) | 18. J.                                           | 20.06.1985                           | 51              |
| weitere Bilder                                                             | Hälfte eines Doppelhauses (rechts im Bild)                                 | Kempershöhe Kapellenweg 8 Karte                                                                      | Hälfte eines 2-geschossigen Wohnhauses aus geschlämmten Bruchstein mit Krüppelwalmdach; Sichtfachwerk im Giebel des Dachgeschosses mit gr. Ladeluke; | 17. J. / 18. J.                                  | 28.11.1984                           | 4               |
| weitere Bilder                                                             | Hälfte eines Doppelhauses (links im Bild)                                  | Kempershöhe Kapellenweg 10 Karte                                                                     | Hälfte eines 2-geschossigen Wohnhauses mit Krüppelwalmdach; Sichtfachwerk im Obergeschoss und vorkragendes Fachwerk im Giebelbereich mit gr. Ladeluke; Linde (Hausbaum) | 17. / 18. J.                                     | 20.06.1985                           | 53              |
| weitere Bilder                                                             | Linde (Hausbaum)                                                           | Kempershöhe Kapellenweg 10 Karte                                                                     | |                                                  | 24.05.2005                           | 53              |
| Hälfte eines Doppel-Wohnhauses                                             | Hälfte eines Doppel-Wohnhauses                                             | Kotthausen Gimborner Straße 49 u.49a Karte                                                           | 2-geschossigen Wohnhauses | 18. J.                                           | 20.06.1985                           | 54              |
| Hälfte eines Doppel-Wohnhauses                                             | Hälfte eines Doppel-Wohnhauses                                             | Kotthausen Gimborner Straße 51 Karte                                                                 | 2-geschossigen Wohnhauses | 18. J.                                           | 20.06.1985                           | 55              |
| weitere Bilder                                                             | Haus                                                                       | Krommenohl Rönsahler Weg 3/5 Karte                                                                   | verputztes Haus mit Kreuzdach |                                                  | 20.06.1985                           | 56              |
| weitere Bilder                                                             | Forsthaus Kümmel                                                           | Kümmel Karte                                                                                         | |                                                  | 20.06.1985                           | 57              |
| „Kümmeler Kreuz“                                                           | „Kümmeler Kreuz“                                                           | Kümmel Straße von Gimborn nach Leiberg kreuzt hier die Heidenstraße (alte Heer-/Handelsstraße) Karte | Das Wegekreuz aus Sandstein zeigt über einer muschelförmigen Andachtsnische die Leidenssymbole. | 18. J.                                           | 20.06.1985                           | 32              |
| weitere Bilder                                                             | Bauernhof                                                                  | Lambach 4 Karte                                                                                      | 2-geschossiges, langgestrecktes Haus; EG verputztes Mauerwerk; OG Sichtfachwerk; Giebel im Dachbereich verbrettert; | 19. J.                                           | 20.06.1985                           | 58              |
| Wohnhaus                                                                   | Wohnhaus                                                                   | Lambach 8 Karte                                                                                      | 5-achsiges Haus verputztem Mauerwerk mit Krüppelwalmdach am Hang gelegen; im OG verschiefert; |                                                  | 20.06.1985                           | 59              |
| weitere Bilder                                                             | Sperrmauer Brucher Talsperre                                               | Marienheide Brucher Talsperre Karte                                                                  | n. Plänen des Wasserbaupioniers Prof. Otto Intze gebaute Gewichtsstaumauer aus Bruchsteinen (200 m lang; 25 m hoch, 4,5/17 m dick); 3,37 m³ Stauvolumen. | 1912-13 / san. 1990-93                           | 20.06.1985                           | 61              |
| weitere Bilder                                                             | Sperrmauer Lingesetalsperre                                                | Marienheide Lingesetalsperre Karte                                                                   | n. Plänen des Wasserbaupioniers Prof. Otto Intze gebaute Gewichtsstaumauer (185 m lang; 25,5 m hoch; 5/17 m dick); 2,6 Mio. m³ Stauvolumen. | 1898-99 / san. 1995-98                           | 20.06.1985                           | 60              |
| weitere Bilder                                                             | Bahnhof mit Güterschuppen                                                  | Marienheide Bahnhofstraße Karte                                                                      | |                                                  | 02.02.1988                           | 69              |
| BW                                                                         | Haus Lichtinghagen (Teil Bosbach)                                          | Marienheide Hauptstraße 46 Karte                                                                     | |                                                  | 20.06.1985                           | 70              |
| BW                                                                         | Haus                                                                       | Marienheide Hauptstraße 48 Karte                                                                     | Hausteingebäude mit Krüppelwalmdach |                                                  | 29.11.1984                           | 5               |
| weitere Bilder                                                             | Kath. Kirche St. Ludwig Maria Grignion von Montfort                        | Marienheide Hauptstraße Karte                                                                        | |                                                  | 20.06.1985                           | 64              |
|                                                                            | Grabsteine an der Klosterkirche                                            | Marienheide Klosteranlage                                                                            | |                                                  | 20.06.1985                           | 66              |
|                                                                            | Kreuzwegstationen in Marienheide                                           | Marienheide Klostergelände u. Scharder Straße                                                        | |                                                  | 20.06.1985 17.03.1986 07.03.1990     | 63              |
| weitere Bilder                                                             | ehem. Klosterschule                                                        | Marienheide Klosterstr 4 Karte                                                                       | |                                                  | 20.06.1985                           | 71              |
| weitere Bilder                                                             | Wallfahrtskirche St. Mariä Heimsuchung (Marienheide)                       | Marienheide Klosterstraße Karte                                                                      | |                                                  | 13.03.1985                           | 12              |
| BW                                                                         | Friedhof mit Friedhofskreuzen                                              | Marienheide Klosterstraße Karte                                                                      | |                                                  | 20.06.1985                           | 62              |
| BW                                                                         | Klostergebäude                                                             | Marienheide Klosterstraße Karte                                                                      | |                                                  | 20.06.1985                           | 65              |
| weitere Bilder                                                             | Klostermauer                                                               | Marienheide Klostergelände                                                                           | |                                                  | 20.06.1985                           | 68              |
| weitere Bilder                                                             | Wohnhaus                                                                   | Müllenbach Am Markt 9 Karte                                                                          | 2-geschossiges Bruchsteinhaus |                                                  | 20.06.1985                           | 77              |
| weitere Bilder                                                             | Doppelhaus                                                                 | Müllenbach Gervershagener Straße 4 u. Am Markt 2 Karte                                               | geschlämmtes Bruchsteingebäude |                                                  | 28.11.1984                           | 6               |
| weitere Bilder                                                             | Bauernhof                                                                  | Müllenbach Gervershagener Straße 3 Karte                                                             | |                                                  | 20.06.1985 Modifizierung: 03.03.1987 | 78              |
| weitere Bilder                                                             | Wehrkirche Müllenbach; „Bunte Kerke“                                       | Müllenbach Kirchstraße Karte                                                                         | | 1097                                             | 20.06.1985                           | 75              |
| weitere Bilder                                                             | Grabsteine                                                                 | Müllenbach Kirchengelände Karte                                                                      | | 17. bis 19. Jh.                                  | 20.06.1985                           | 76              |
| weitere Bilder                                                             | südl. Hälfte des Doppelwohnhauses 6-8                                      | Kirchstraße 6 Karte                                                                                  | verputztes Bruchsteingebäude |                                                  | 18.06.1985                           | 14              |
| weitere Bilder                                                             | nördl. Hälfte des Doppelwohnhauses 6-8                                     | Müllenbach Kirchstraße 8 Karte                                                                       | verputztes Bruchsteingebäude |                                                  | 18.06.1985                           | 13              |
| weitere Bilder                                                             | ehem. Landw. Anwesen                                                       | Müllenbach Moellenbicker Weg 4 Karte                                                                 | straßenseitiger Teil des Fachwerkhauskomplexes Moellenbicker Weg 4-6; einseitiges Krüppelwalmdach |                                                  | 28.11.1984                           | 7               |
| weitere Bilder                                                             | ehem. Landw. Anwesen                                                       | Müllenbach Moellenbicker Weg 6 Karte                                                                 | südwestl. (rückwärtiger) Teil des Fachwerkhauskomplexes Moellenbicker Weg 4-6; einseitiges Krüppelwalmdach |                                                  | 28.11.1984                           | 8               |
| Hälfte eines Bauernhauses                                                  | Hälfte eines Bauernhauses                                                  | Müllenbach Schemmer Straße 1 Karte                                                                   | östl. Teil des Fachwerkdoppelhauses Schemmer Straße 1-3 |                                                  | 20.06.1985                           | 80              |
| Hälfte eines Bauernhauses                                                  | Hälfte eines Bauernhauses                                                  | Müllenbach Schemmer Straße 3 Karte                                                                   | westl. Teil des Fachwerkdoppelhauses Schemmer Straße 1-3 |                                                  | 20.06.1985                           | 79              |
| weitere Bilder                                                             | ehem. Schmiede                                                             | Müllenbach Schemmer Straße 5 Karte                                                                   | |                                                  | 20.06.1985                           | 81              |
| weitere Bilder                                                             | Hofstelle Linden                                                           | Niederwette Leppestraße 90 Karte                                                                     | zentr. geleg. 2-geschoss. Bruchsteingebäude mit Nebengebäuden; 3 markante Linden am Haus; | 2. Hälfte 19. J.                                 | 20.06.1985                           | 82              |
| Wohnhaus                                                                   | Wohnhaus                                                                   | Oberwette Leppestraße 72 Karte                                                                       | 2-geschoss. Fachwerkwohnhaus, EG verputztes Mauerwerk; OG Sichtfachwerk; traufseitig zur Straße | 18. J.                                           | 20.06.1985                           | 72              |
| weitere Bilder                                                             | Wohnhaus                                                                   | Oberwette Wettestraße 11 Karte                                                                       | zweigeschossiges Bruchsteingebäude | 19. J.                                           | 20.06.1985                           | 74              |
| Bauernhof In Oberwipper                                                    | Bauernhof In Oberwipper                                                    | Oberwipper Linger Straße 12 Karte                                                                    | zweigeschossiges, verputztes Bruchsteingebäude auf nahezu quadratischem Grundriss | 1744                                             | 20.06.1985                           | 73              |
| BW                                                                         | Haushälfte eines Fachwerkhauses                                            | Schemmen 25 b Karte                                                                                  | |                                                  | 28.11.1984                           | 9               |
| BW                                                                         | verkleidetes Fachwerkhaus                                                  | Schöneborn 20 Karte                                                                                  | |                                                  | 28.11.1984                           | 10              |
| BW                                                                         | Wohnhaus                                                                   | Schöneborn 23 Karte                                                                                  | verputztes Bruchsteingebäude | 1739                                             | 20.06.1985                           | 83              |
| BW                                                                         | Wohnhaus                                                                   | Schöneborn 27 Karte                                                                                  | Gebäudeteil eines Hauses mit Krüppelwalmdach | 18. J.                                           | 20.06.1985                           | 84              |
| BW                                                                         | Gebäudeteil eines Hauses mit Krüppelwalmdach aus dem 18. Jh.               | Schöneborn 29 Karte                                                                                  | |                                                  | 20.06.1985                           | 85              |
| BW                                                                         | Bruchsteingebäude mit Krüppelwalmdach                                      | Schöneborn 30 Karte                                                                                  | |                                                  | 20.06.1985                           | 86              |
| weitere Bilder                                                             | Bauernhof                                                                  | Siemerkusen 24 Karte                                                                                 | 2-geschoss. geschlämmtes Bruchsteingebäude, teilw. Sichtfachwerk; | 18. J.                                           | 28.11.1984                           | 11              |
| Brunnenhaus in Stülinghausen                                               | Brunnenhaus in Stülinghausen                                               | Stülinghausen Ortsmitte Karte                                                                        | | 18. J.                                           | 20.06.1985                           | 87              |
| weitere Bilder                                                             | landw. Anwesen                                                             | Unterboinghausen Gimbachquelle 15 Karte                                                              | | 17./18. Jh.                                      | 04.08.1986                           | 91              |
| weitere Bilder                                                             | langgestrecktes Haus                                                       | Unterboinghausen Gimbachquelle 22 Karte                                                              | Teillöschung Wirtschaftsgebäude am 25.04.2005 | 19. J.                                           | 20.06.1985                           | 15              |
| Scheunengebäude Flur 68 Nr. 65                                             | Scheunengebäude Flur 68 Nr. 65                                             | Unterboinghausen Gimbachquelle Karte                                                                 | |                                                  | 05.10.1995                           | 94              |
| weitere Bilder                                                             | Gut Nieder-Pentinghausen                                                   | Unterpentinghausen Karte                                                                             | bestehend aus Wohnhaus (18. Jahrhundert) mit angebauten Stall, Scheune, Remise und Wegekreuz | 17. J. (?), nachweisl. 1840 im Preuß. Urkataster | 20.06.1985                           | 88              |
| weitere Bilder                                                             | dörfliches Wohnhaus                                                        | Wernscheid 12 Karte                                                                                  | 2-geschoss. Wohnhaus aus Bruchstein Fachwerk; | 18. J.                                           | 20.06.1985                           | 89              |
| weitere Bilder                                                             | am Hang gelegenes Wohnhaus                                                 | Winkel 22 Karte                                                                                      | |                                                  | 20.06.1985                           | 90              |
| Schweinemauer                                                              | Schweinemauer                                                              | Winkel Sitzplatz am nördl. Ortsausgang (Nähe Haus 33) Karte                                          | Reste einer Bruchsteinmauer, die den Ort früher einmal umgab, um zu verhindern, dass im Dorf frei laufende Tiere in die freie Landschaft überwechselten; ca. 100 m noch erhalten. |                                                  | 12.12.1990                           | 92              |

## Ehemalige Baudenkmäler
| Bild                   | Bezeichnung                                       | Lage                                 | Beschreibung           | Bauzeit | Eingetragen seit | Denkmal- nummer |
| ---------------------- | ------------------------------------------------- | ------------------------------------ | ---------------------- | ------- | ---------------- | --------------- |
| am Hang gelegenes Haus | am Hang gelegenes Haus                            | Dürhölzen Dürhölzener Straße 3 Karte | Gelöscht am 05.07.2018 | 18. J.  | 20.06.1985       | 20              |
| BW                     | Hälfte eines Doppelhaus aus verputztem Bruchstein | Kattwinkel 7 Karte                   | Gelöscht am 26.11.2007 |         | 20.06.1985       | 52              |